# اتریگن
اِتریگِن روح خبیث (به انگلیسی: Etrigan the Demon) یک شخصیت خیالی ابرقهرمان و ضدقهرمان در کتاب‌های کامیک آمریکایی منتشر شده توسط دی‌سی کامیکس است. این شخصیت توسط جک کربی خلق شده‌است که برای اولین بار در شمارهٔ ۱ کمیک روح خبیث (اوت ۱۹۷۲) رونمایی شد. اتریگن، یکی از بدنام‌ترین ارواح خبیث از جهنم است که با وجود طبیعت خشونت‌آمیزش، اغلب با نیروهای خوب متحد می‌شود، و دلیل اصلی آن پیوند خوردن روح اتریگن با بدن انسانی به نام جیسون بلاد است. اتریگن به شکل مخلوقی انسان‌نما، قوی هیکل، چارشانه، عضلانی، با پوستی به رنگ نارنجی (یا زرد)، دارای شاخ، چشمانی قرمز و گوش‌هایی شبیه به خفاش تصویر می‌شود. اتریگن پسر شیطان مقرب بلیال، و روح خبیثی دیگر به نام ران وا داث است. او در اصل توسط جادوگری به نام مرلین به عنوان آخرین دفاع کملات در برابر جادوگر شیطانی، مورگن لو فی فراخوانده شد.

## توانایی‌ها و قدرت‌ها
در مقابل ارواح خبیث جهنم، اتریگن بسیار نیرومندتر در نظر گرفته می‌شود. قدرت او به شکلی جادویی افزایش یافته‌است و برای صدها سال آموزش دیده‌است به طوری که در این زمینه قادر به مقابله با شخصیت‌هایی همچون سوپرمن، واندر وومن و لوبو است. او توانایی پرتاب آتش جهنم از بدنش را دارد، اگرچه او اغلب آتش را از دهان یا دستان خود شلیک می‌کند. او همچنین دارای درجه مقاومت بسیار بالایی نسبت به آسیب و صدمات وارده به بدنش است و به دلیل طبیعت سادومازوخیسم حتی از درد کشیدن نیز لذت می‌برد و همین مسئله او را به مبارزی بی‌باک در نبردها و در مقابل شکنجه‌ها تبدیل کرده‌است. اتریگن با قابلیت زوددرمانی تقریباً قادر به درمان انواع آسیب‌ها است و حتی اگر یکی از اندام او قطع شود، از طریق جادو قادر به پیوند و جایگزین اندام انسان به خود است. او همچنین قادر به اجرای سحر و جادو است، اگرچه معمولاً برای این کار فاقد صبر و شکیبایی لازم است. از دیگر قابلیت‌های او می‌توان به حواس ابرانسانی، دورآگاهی، پیشگویی، شمشیرزنی، دندان و پنجه‌های تیز و جهش فوق‌العاده اشاره کرد. از نقاط ضعف او می‌توان به آسیب‌پذیری بالا نسبت به آهن اشاره کرد.
در طرف دیگر جیسون بلاد مهارت بالایی در هنرهای رزمی و شمشیرزنی دارد. او همچین قادر به اجرای سحر و جادو می‌باشد و توانایی محدودی در زمینهٔ دورآگاهی و پیشگویی دارد. جیسون از لحاظ فنی به دلیل اتصال خود با اتریگن نامیرا و دارای عمر طولانی است.